# Zoicene, Blagoevgrad
Zoicene (în bulgară Зойчене) este un sat în comuna Petrici, regiunea Blagoevgrad, Bulgaria.

## Demografie
Componența etnică a satului Zoicene
     Bulgari (97,67%)
     Nicio identificare (2,32%)
     Altele (0%)
La recensământul din 2011, populația satului Zoicene era de 43 locuitori. Din punct de vedere etnic, majoritatea locuitorilor (97,67%) erau bulgari. Pentru 2,32% din locuitori nu este cunoscută apartenența etnică.